# Zavitinsk
Zavitinsk - (rus) Завитинск - és una ciutat de l'óblast de l'Amur, a Rússia. Es troba a la vora del riu Zavitaia, a 138 km a l'est de Blagovésxensk i a 5.731 km a l'est de Moscou. La vila fou fundada el 1906 amb el nom de Zavitàia. El 1912 arribà la línia del Transsiberià, que disposà d'estació a Zavitàia el 1914. Obtingué l'estatus d'assentament urbà el 1936 i el de ciutat, juntament amb el seu nom actual, el 1954.